# Trademark (Musikgruppe)
Trademark war eine Boygroup, die aus den Sängern Achim Remling, Mirko Bäumer und Sascha Sadeghian bestand. Die Gruppe löste sich im Jahr 2001 auf.

## Bandgeschichte
Die Gruppe entstand 1996 aus der Band Hausmarke. Achim Remling ist der Sohn des Sängers Wolfgang Petry. Trademark begleitete diesen 1999 als Vorgruppe auf seiner letzten großen Stadientournee und war fünfmal auf Tournee in Asien (unter anderem im Vorprogramm von Westlife) und einmal in Südafrika. 1997 schaffte es Trademark nach einem Auftritt bei Jürgen von der Lippes Geld oder Liebe in die Charts. Das Album Another Time, Another Place und die Single  I'll Be the One konnten sich vier Wochen platzieren. Die Gruppe trat in weiteren Fernsehshows wie Verstehen Sie Spaß?, Chart Attack und der Superhitparade mit Dieter Thomas Heck auf.
Achim Remling tritt heute unter dem Künstlernamen Achim Petry auf; Mirko Bäumer war rund 20 Jahre lang Sänger bei zwei Queen-Coverbands und wechselte 2017 zur Kölner Mundart-Band Bläck Fööss. Gelegentlich kommen die Sänger zu einzelnen Auftritten erneut zusammen.

## Diskografie
Alben
- 1997: Another Time Another Place
- 2000: Only Love
- 2002: Miss You Finally … The Very Best of Trademark

EPs
- 1997: I’ll Be the One
- 1997: I’m Not Supposed …
- 2000: Amazed
- 2000: Only Love

## Tourneen
- 1998: Asia Tour 1998
- 2000: Only Love – Asian Tour 2000